# アッタロス朝

アッタロス朝
Δυναστεία των Ατταλιδών

  紀元前188年のアッタロス朝の領土

アッタロス朝（アッタロスちょう、Δυναστεία των Ατταλιδών、英語: Attalid dynasty）は、アナトリア西部に紀元前282年から紀元前133年まで存在した王国である。ヘレニズム国家の一つで、アッタロス朝ペルガモン、またはペルガモン王国とも称される。

## 歴史
アッタロス朝の歴史は、パフラゴニア 人であるフィレタイロスがペルガモンの管理をリュシマコスによって任されたときに始まる。セレウコス1世のアジア侵入時に、フィレタイロスはリュシマコスを裏切り、リュシマコスが破れると、セレウコス朝の主権の下でペルガモンを統治した。その後、アンティオコス1世がセレウコス朝の王位につくと、フィレタイロスはセレウコス朝と同盟を結ぶとともに、他の国家や都市との関係を深めた。
紀元前263年にピレタイロスの甥エウメネス1世が王位を継承すると、アッタロス朝は、プトレマイオス朝と友好的な関係になり、これを後ろ盾として、アンティオコスに対して進軍をする。サルディス近郊でセレウコス朝を破ったエウメネス1世は、セレウコス朝からの独立を果たした。一方、当時小アジアの国家や都市にとって脅威となっていたガラティア人に対しては、進貢により彼らの略奪を避けるという方法をとった。
紀元前241年にアッタロス1世がエウメネス1世の後を継ぐと、ガラティア人に対しての進貢を止め、その結果起こった戦争でガラティア人を破った。この勝利によってアッタロス1世は王の称号を得るとともに、周辺都市からは救済者（soter)として迎えられた。その後、アッタロス1世はアンティオコス・ヒエラクス、セレウコス3世との戦争に勝利し、小アジアでの領土を拡大するが、まもなくセレウコス朝の軍隊を率いるアカイオスによって領土の多くを奪われた。アカイオスが自らを独立した君主と宣言したため、アッタロス1世はアンティオコス3世とともにこれを破り、その結果、アンティオコスは小アジアでもセレウコス朝の領土を再び確立することになった。東方での戦いの一方で、アッタロス1世は、アイトリア同盟やデルポイに寄付を行うことにより、西方との友好関係を築いた。
共和政ローマとアンティゴノス朝（マケドニア）との間で第二次マケドニア戦争が起こると、アイトリア同盟の友好国としてアッタロス1世はローマ側に加わり、その結果アッタロス朝はローマの友好国となった。マケドニアが東方への遠征を開始すると、アッタロス1世はロドスとともにマケドニア軍と戦うとともに、ローマにこのことを報告した。アッタロス1世自身は、この戦争でローマ軍とともに戦う中で死亡するが、ローマの協力を求めたことは、その後のローマの東方進出への道を開いたと言える。これらの戦争の一方で、アッタロス1世は、都であるペルガモンに壮麗な建物を建て、また芸術品を集めた。
アッタロス1世の息子エウメネス2世が王位を継いだのちも、ローマとの友好的な関係は続けられた。紀元前195年からのナビス戦争でもローマ側として加勢。アンティオコス3世が小アジア西部に侵入すると、諸都市はローマに救援を求めたため、ローマはアンティオコス3世に対して開戦（ローマ・シリア戦争）し、エウメネス2世もその同盟関係からローマ側にたって参戦した。エウメネス2世は、特にセレウコス朝の敗北を決定づけるマグネシアの戦いで活躍した。
その後アパメアにおいて、ローマのマンリウス・ウルソ率いる和平使節により領土の調停が行われ、アッタロス朝は小アジアの大部分の領土を獲得することになった。一方で、エウメネス2世はガラティアに遠征を行い、その勝利によってアッタロス1世と同じように救済者の称号を得た。マケドニアのペルセウスとガラティア人に対する戦いのあたりから、アッタロス朝とローマとの関係は悪化した。その他の地域との関係では、セレウコス朝とは同盟関係にあり、カッパドキアのアリアラテス4世、ポントスのミトリダテス4世などとの関係も良好であり、ただビテュニアのプルシアス2世だけがアッタロスに対して敵意を持っていた。エウメネス2世は、芸術の後援者としてもアッタロス1世を引き継ぎ、図書館やゼウスの祭壇を設立した。
アッタロス2世がエウメネス2世より王位を継ぐと、論争を招くようなすべての事案に対してローマに報告するようになり、ローマとの関係も改善された。また、アッタロス朝に対して敵意を抱いていたビテュニアとも、プルシアス2世に代わりニコメデス2世が王位に就くと、関係が改善された。
紀元前139年になると、アッタロス3世が王位に就いた。アッタロス3世は紀元前133年に、自らの王国をローマに委ねるという遺書を残して死んだ。アッタロス3世の死後、エウメネス2世の庶子と考えられるアリストニコスが王位を要求して反乱を起こすが、小アジアの国々の援助を受けたローマ軍が鎮圧し、アッタロス朝の領土はローマに帰すことになった。

## 経済
穀物、鉱物、毛織物などの生産が活発で富にあふれた国家であった。
王国の主要な収入源は、従属都市などに課された生産物の10分の1を収める税であった。また王国内に輸送された品物に課される関税もあった。戦争時には臨時に課される税もあった。農村部の土地所有者は土地税を支払い、支払いができないときは土地を奪われ、王の財産とされた。軍事植民地では、税を払うという条件の下で兵士に土地が与えられた。神殿に属する財産を利用するために、王が神殿管理者を指名したり、神殿の収入源を没収することもあった。その他、王室工場で生産される織物、なめし革、羊皮紙、王領からの生産物も大きな収入源であった。

## 文化

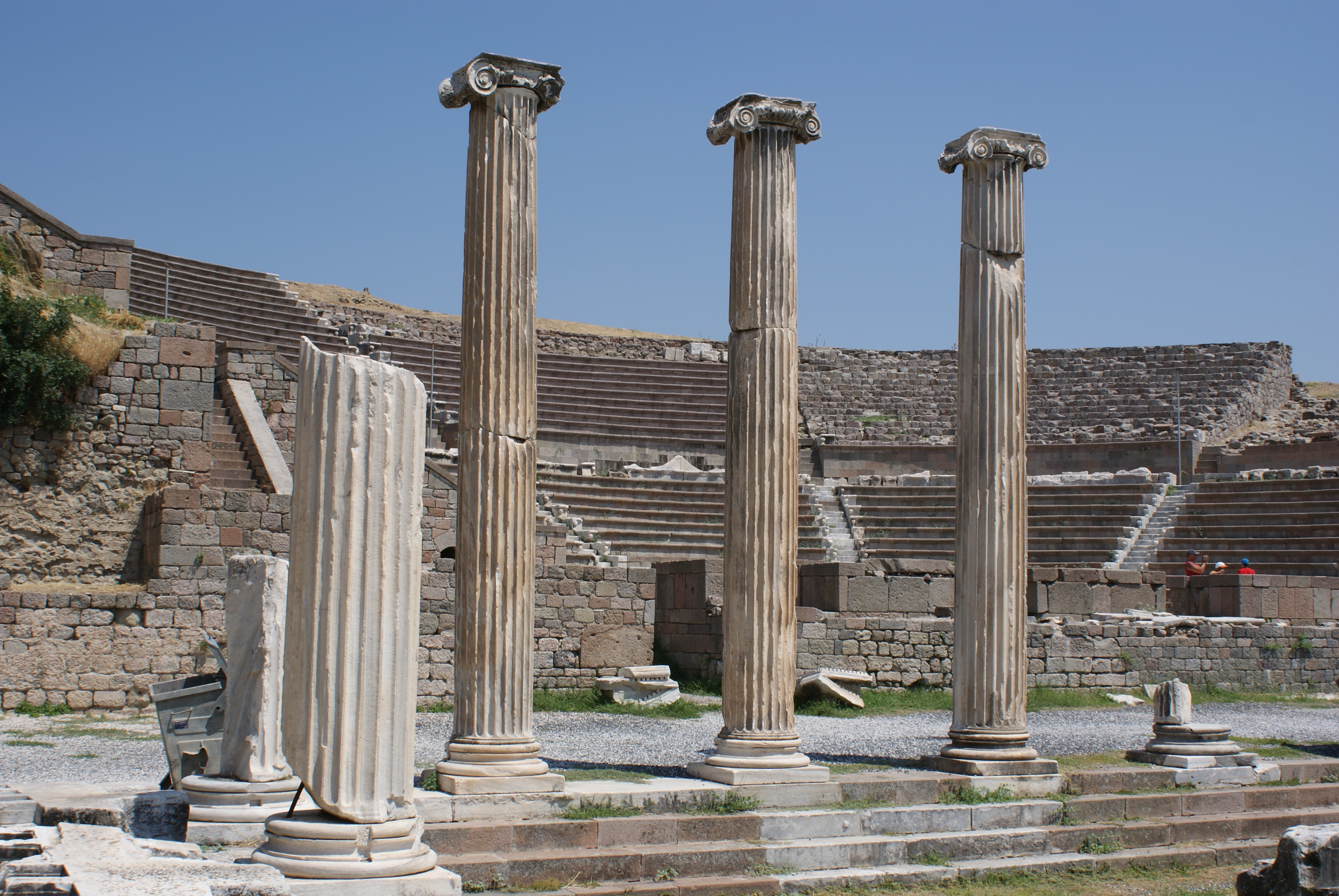
ペルガモンの劇場遺跡

エウメネス2世の時に文化は最盛期に達する。神殿、劇場など多彩な建造物の他に、プトレマイオス朝のアレクサンドリア図書館に次ぐ、巨大な規模を誇る図書館も備えた文化都市であった。

## 王国組織
王国内の領土は、小アジア西岸のギリシア都市の他に、軍事植民地、神殿領、王領、半独立の部族が住む地域で構成されていた。ギリシア都市は、さらに自由都市と従属都市に分かれ、自由都市は評議会、民会を維持し、自治が認められていた。一方従属都市には貢納の義務があり、他国との関係については王が干渉する権利を持っていた。王国各地の植民地は、アッタロス朝以前から存在していたものもあったが、アッタロス朝によっても商業的、軍事的目的から建設された。その多くはエウメネス2世とアッタロス2世によって建てられたものだった。農村部の村落の多くは、当地の神官の財産に含まれ、巡礼者によって商業の町に発展し、次第に都市化していった。王領は、オイコノモスと呼ばれる行政官によって運営され、バシリコイ・ラオイと呼ばれる小作人によって耕作された。

## 都市行政
都であるペルガモンの住民は、市民、外国人居住者、兵士、解放奴隷、奴隷から構成され、奴隷はさらに王室奴隷、公共奴隷、私有奴隷に分けられた。行政組織は民会と評議会からなり、評議会は民会で審議されるものの立案や比較的重要でないことの決定を行った。行政においては、五人のストラテーゴイが大きな権力を持ち、本来は軍事的な役割を担っていたが、次第に国内の職務を行うようになった。ストラテーゴイは、アッタロス朝初期には民衆によって選ばれていたが、エウメネス1世以後は王の指名によって選ばれた。その職務には、財政管理、名誉授与の公表、他の行政官の任命、公共の公文書館の維持などがあり、五人のうち一人は評議会を統轄した。初期の時代にはほとんどの政治的な事柄がストラテーゴイに委ねられていたが、次第に彼らの職務は多くの役人に分けられるようになった。例えば、公共施設の管理をする役人（アステュノモイ）、法案の編集を行う役人（グランマテウ・デームー）、法律の施行や役人の管理を行う役人(ノモピュラケ）、金銭を管理する役人（タミアイ）、王の不在時の代理人（ホ・エピ・トーン・プラグマトーン）などがあった。また、重要な決定に際して王が意見を聞くための諮問機関があり、その中には王と血縁関係にある人々も含まれた。

## 年表
- 紀元前282年 フィレタイロスがセレウコス朝から支配権を得る
- 紀元前276年 ガラティア人の侵入を撃退
- 紀元前262年 エウメネス1世、セレウコス朝から独立
- 紀元前208年 第一次マケドニア戦争、共和政ローマと同盟関係を結ぶ
- 紀元前200年 第二次マケドニア戦争
- 紀元前195年 ナビス戦争
- 紀元前192年 ローマ・シリア戦争
- 紀元前183年 セレウコス朝の小アジア領を獲得
- 紀元前171年 第三次マケドニア戦争（前168年まで）
- 紀元前133年 領土をローマに寄贈、アシア属州に編入される

## 歴代君主
1. フィレタイロス （紀元前282年 - 紀元前263年）
2. エウメネス1世 （紀元前263年 - 紀元前241年）
3. アッタロス1世 （紀元前241年 - 紀元前197年）
4. エウメネス2世 （紀元前197年 - 紀元前159年）
5. アッタロス2世 （紀元前159年 - 紀元前138年）
6. アッタロス3世 （紀元前138年 - 紀元前133年） - 最後の君主
7. エウメネス3世 （紀元前133年 - 紀元前129年） - 僣王

## 系譜
|                |                |                |                | アッタロス     | アッタロス     | アッタロス    | アッタロス    | アッタロス    | アッタロス    |                    |                    | ボア               | ボア               | ボア               | ボア               | ボア          | ボア          |                |                |                |                |                |                |               |               |               |               |               |               |            |            |                |                |                |                |                |                |                |                |              |              |              |              |              |              |
|                |                |                |                | アッタロス     | アッタロス     | アッタロス    | アッタロス    | アッタロス    | アッタロス    |                    |                    | ボア               | ボア               | ボア               | ボア               | ボア          | ボア          |                |                |                |                |                |                |               |               |               |               |               |               |            |            |                |                |                |                |                |                |                |                |              |              |              |              |              |              |
|                |                |                |                |                |                |               |               |               |               |                    |                    |                    |                    |                    |                    |               |               |                |                |                |                |                |                |               |               |               |               |               |               |            |            |                |                |                |                |                |                |                |                |              |              |              |              |              |              |
|                |                |                |                |                |                |               |               |               |               |                    |                    |                    |                    |                    |                    |               |               |                |                |                |                |                |                |               |               |               |               |               |               |            |            |                |                |                |                |                |                |                |                |              |              |              |              |              |              |
| フィレタイロス | フィレタイロス | フィレタイロス | フィレタイロス | フィレタイロス | フィレタイロス |               |               | エウメネス    | エウメネス    | エウメネス         | エウメネス         | エウメネス         | エウメネス         |                    |                    | サテュラ      | サテュラ      | サテュラ       | サテュラ       | サテュラ       | サテュラ       |                |                |               |               | アッタロス    | アッタロス    | アッタロス    | アッタロス    | アッタロス | アッタロス |                |                |                |                |                |                |                |                |              |              |              |              |              |              |
| フィレタイロス | フィレタイロス | フィレタイロス | フィレタイロス | フィレタイロス | フィレタイロス |               |               | エウメネス    | エウメネス    | エウメネス         | エウメネス         | エウメネス         | エウメネス         |                    |                    | サテュラ      | サテュラ      | サテュラ       | サテュラ       | サテュラ       | サテュラ       |                |                |               |               | アッタロス    | アッタロス    | アッタロス    | アッタロス    | アッタロス | アッタロス |                |                |                |                |                |                |                |                |              |              |              |              |              |              |
|                |                |                |                |                |                |               |               |               |               |                    |                    |                    |                    |                    |                    |               |               |                |                |                |                |                |                |               |               |               |               |               |               |            |            |                |                |                |                |                |                |                |                |              |              |              |              |              |              |
|                |                |                |                |                |                |               |               |               |               |                    |                    |                    |                    |                    |                    |               |               |                |                |                |                |                |                |               |               |               |               |               |               |            |            |                |                |                |                |                |                |                |                |              |              |              |              |              |              |
|                |                | エウメネス1世  | エウメネス1世  | エウメネス1世  | エウメネス1世  | エウメネス1世 | エウメネス1世 |               |               | フィレタイロス (?) | フィレタイロス (?) | フィレタイロス (?) | フィレタイロス (?) | フィレタイロス (?) | フィレタイロス (?) |               |               | アンティオキス | アンティオキス | アンティオキス | アンティオキス | アンティオキス | アンティオキス |               |               | アッタロス    | アッタロス    | アッタロス    | アッタロス    | アッタロス | アッタロス |                |                | エウメネス (?) | エウメネス (?) | エウメネス (?) | エウメネス (?) | エウメネス (?) | エウメネス (?) |              |              |              |              |              |              |
|                |                | エウメネス1世  | エウメネス1世  | エウメネス1世  | エウメネス1世  | エウメネス1世 | エウメネス1世 |               |               | フィレタイロス (?) | フィレタイロス (?) | フィレタイロス (?) | フィレタイロス (?) | フィレタイロス (?) | フィレタイロス (?) |               |               | アンティオキス | アンティオキス | アンティオキス | アンティオキス | アンティオキス | アンティオキス |               |               | アッタロス    | アッタロス    | アッタロス    | アッタロス    | アッタロス | アッタロス |                |                | エウメネス (?) | エウメネス (?) | エウメネス (?) | エウメネス (?) | エウメネス (?) | エウメネス (?) |              |              |              |              |              |              |
|                |                |                |                |                |                |               |               |               |               |                    |                    |                    |                    |                    |                    |               |               |                |                |                |                |                |                |               |               |               |               |               |               |            |            |                |                |                |                |                |                |                |                |              |              |              |              |              |              |
|                |                |                |                |                |                |               |               |               |               |                    |                    |                    |                    |                    |                    |               |               |                |                |                |                | アッタロス1世  | アッタロス1世  | アッタロス1世 | アッタロス1世 | アッタロス1世 | アッタロス1世 |               |               | アポロニス | アポロニス | アポロニス     | アポロニス     | アポロニス     | アポロニス     |                |                |                |                |              |              |              |              |              |              |
|                |                |                |                |                |                |               |               |               |               |                    |                    |                    |                    |                    |                    |               |               |                |                |                |                | アッタロス1世  | アッタロス1世  | アッタロス1世 | アッタロス1世 | アッタロス1世 | アッタロス1世 |               |               | アポロニス | アポロニス | アポロニス     | アポロニス     | アポロニス     | アポロニス     |                |                |                |                |              |              |              |              |              |              |
|                |                |                |                |                |                |               |               |               |               |                    |                    |                    |                    |                    |                    |               |               |                |                |                |                |                |                |               |               |               |               |               |               |            |            |                |                |                |                |                |                |                |                |              |              |              |              |              |              |
|                |                |                |                |                |                |               |               |               |               |                    |                    |                    |                    |                    |                    |               |               |                |                |                |                |                |                |               |               |               |               |               |               |            |            |                |                |                |                |                |                |                |                |              |              |              |              |              |              |
| ストラトニケ   | ストラトニケ   | ストラトニケ   | ストラトニケ   | ストラトニケ   | ストラトニケ   |               |               | エウメネス2世 | エウメネス2世 | エウメネス2世      | エウメネス2世      | エウメネス2世      | エウメネス2世      |                    |                    | (?)           | (?)           | (?)            | (?)            | (?)            | (?)            |                |                | アッタロス2世 | アッタロス2世 | アッタロス2世 | アッタロス2世 | アッタロス2世 | アッタロス2世 |            |            | フィレタイオス | フィレタイオス | フィレタイオス | フィレタイオス | フィレタイオス | フィレタイオス |                |                | アテナイオス | アテナイオス | アテナイオス | アテナイオス | アテナイオス | アテナイオス |
| ストラトニケ   | ストラトニケ   | ストラトニケ   | ストラトニケ   | ストラトニケ   | ストラトニケ   |               |               | エウメネス2世 | エウメネス2世 | エウメネス2世      | エウメネス2世      | エウメネス2世      | エウメネス2世      |                    |                    | (?)           | (?)           | (?)            | (?)            | (?)            | (?)            |                |                | アッタロス2世 | アッタロス2世 | アッタロス2世 | アッタロス2世 | アッタロス2世 | アッタロス2世 |            |            | フィレタイオス | フィレタイオス | フィレタイオス | フィレタイオス | フィレタイオス | フィレタイオス |                |                | アテナイオス | アテナイオス | アテナイオス | アテナイオス | アテナイオス | アテナイオス |
|                |                |                |                |                |                |               |               |               |               |                    |                    |                    |                    |                    |                    |               |               |                |                |                |                |                |                |               |               |               |               |               |               |            |            |                |                |                |                |                |                |                |                |              |              |              |              |              |              |
|                |                |                |                | アッタロス3世  | アッタロス3世  | アッタロス3世 | アッタロス3世 | アッタロス3世 | アッタロス3世 |                    |                    | エウメネス3世      | エウメネス3世      | エウメネス3世      | エウメネス3世      | エウメネス3世 | エウメネス3世 |                |                |                |                |                |                |               |               |               |               |               |               |            |            |                |                |                |                |                |                |                |                |              |              |              |              |              |              |